# Ciudad Obregón International Airport
Ciudad Obregón International Airport är en flygplats i Mexiko.   Den ligger i kommunen Cajeme och delstaten Sonora, i den nordvästra delen av landet, 1 400 km nordväst om huvudstaden Mexico City. Ciudad Obregón International Airport ligger 62 meter över havet.
Terrängen runt Ciudad Obregón International Airport är huvudsakligen platt, men åt nordost är den kuperad. Runt Ciudad Obregón International Airport är det ganska tätbefolkat, med 78 invånare per kvadratkilometer. Närmaste större samhälle är Ciudad Obregón, 14,9 km nordväst om Ciudad Obregón International Airport. Omgivningarna runt Ciudad Obregón International Airport är i huvudsak ett öppet busklandskap.